# Теплянка (річка)
Тепля́нка — річка у Балаклійскому районі Харківської області. Ліва притока Сіверського Дінця.

## Опис
Довжина 23 км, похил річки — 2,5 м/км. Формується з багатьох безіменних струмків та водойм. Площа басейну 127 км².

## Розташування
Теплянка бере початок на східній околиці села Теплянки. Тече переважно на північний захід у межах сіл Морозівки та Раківки. На північно-західній околиці села Залиман впадає у річку Сіверський Донець, праву притоку Дону.